# Caudalia insularis
Caudalia insularis là một loài nhện trong họ Gnaphosidae. Chúng thuộc chi đơn loài Caudalia, được Giraldo Alayón García miêu tả năm 1980, thường xuất hiện ở Cuba..